# Депортація 44-46
"Депортація 44-46" - це документальний фільм, присвячений депортації понад 480 тисяч українців з території сучасної південно-східної Польщі у 1944-1946 роках. Зйомки тривали у червні та липні 2020 року. Офіційний трейлер з'явився у лютому 2021, а прем'єра планується восени 2021 року. 
У фільмі використано хронікальні кадри, тогочасні газети, історичні фотографії та мапи, а також показано історію однієї з депортованих, яку через 20 років після виселення затримав КДБ за поширення правдивої інформації про примусовий характер виселення
Науковий консультант картини – історик Роман Кабачій, сценарій рецензували із польського боку професор Жешувського університету Ян Пісулінський, а з українського – професор Київського національного університету імені Тараса Шевченка Володимир Сергійчук.

## Синопсис
Фільм присвячений примусовому виселенню понад 480 тисяч українців з територій, які розташовані в сучасній південно-східній Польщі: Холмщина, Надсяння, Підляшшя та Лемківщина.
Картина структурно поділена на 4 частини – відповідно до кількості етапів депортації. У кожній із частин очевидиця подій розповідає історичні факти про період 1944-1946 років, демонструє документи, карти, фото, хроніку, газети. Описується та показується прихід СРСР на територію Польщі, встановлення в ній маріонеткового комуністичного уряду на чолі з Едвардом Осубкою-Моравські та як руками цього уряду здійснювалося вигнання українців з їхніх правічних земель.
Синхронно з історичною документальною оповіддю розгортається ігровий сюжет, у якому показано допит «переселенки» в кабінеті КДБ через 20 років після закінчення депортації. «Переселенку» (зіграла Лариса Руснак) допитує КДБ-стка (Ірина Лазер) за «розповсюдження неправдивої інформації». Вони ведуть суперечку про характер депортації та її особливості – депортована (Руснак) розповідає правду – те, що вона бачила на власні очі, про примус та жах депортації; а КДБ-стка (Лазер), вихована брехнею та фейками – радянською ідеологією та пресою, – усе заперечує. Розповідь депортованої повсякчас доповнюється спогадами з вагону, у якому її та інших українців у жахливих умовах везли з теренів Польщі вглиб УРСР.